# 音羽たかし
音羽 たかし（おとわ たかし）は、日本の訳詞家の名義。キングレコード文芸部のディレクターが日本語訳詞をする際に用いた共同ペンネームである。

## 解説
本名義の由来は、キングレコードの本社所在地が東京都文京区音羽であることから。
例えば、1952年に江利チエミが歌った「テネシーワルツ」を訳詞した音羽たかしは和田壽三ディレクターのペンネームとされる。
キングレコードの常務を務めた牧野剛（まきの ごう、1925年 - 2009年8月6日、長崎県出身）もその一人であり、1960年代以降の「音羽たかし」名義の多くを担当していた。牧野は誤嚥性肺炎により2009年8月6日に埼玉県所沢市で84歳で死去したが、訃報は音羽たかしの死去としても報じられた。ディレクター時代には、ザ・ピーナッツやペギー葉山を担当。平尾昌晃の「ダイアナ」、ザ・ピーナッツの「情熱の花」、ペギー葉山の「ケ・セラ・セラ」、西城秀樹「愛は限りなく-DIO COME TI AMO-」、などの訳詞や作詞を行った。作品にはあらかわひろし、あらかはひろし等の別名義を含む。